# Kalkzandsteen

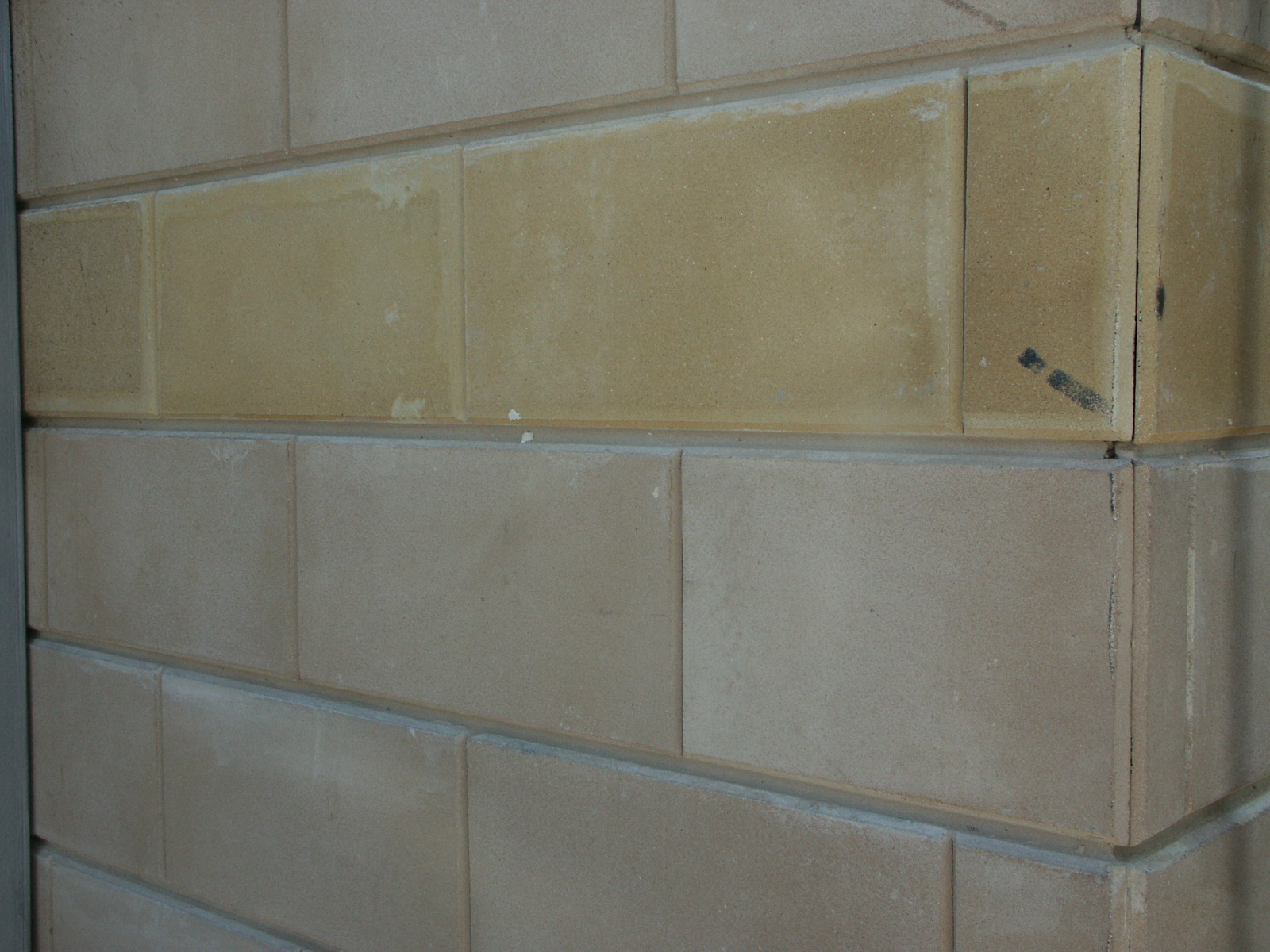
Een muur met kalkzandsteen bekleding

Kalkzandsteen is zowel een uit kalk en zand samengestelde kunststeen als een bepaald type natuursteen.

## Geperste metselsteen
In de bouwkunde is kalkzandsteen de benaming voor een metselsteen die gevormd wordt door ongebluste kalk en zand intensief te mengen, in steenvorm te persen en onder stoomdruk te verharden.

### Fabricage
Het wordt in de gewenste vorm onder hoge druk geperst uit een mengsel van 92% zand, ca. 7% ongebluste kalk en 1% water. De zo gevormde stenen, blokken of elementen (vormelingen) worden op een geheel stalen traversewagen gestapeld en in een autoclaaf geplaatst. Dit is een grote, liggende cilindervormige stoom/hardingsketel, die afgesloten kan worden.
De ketel wordt gespoeld met lage druk stoom om de lucht te verdrijven. Afhankelijk van de afmetingen van de blokken wordt de autoclaaf verwarmd met verzadigde stoom volgens een bepaald recept van temperatuurstijging. De temperatuurstijging wordt meestal gemeten via de druk. Nadat de ketel 'op druk' is gebracht via een 1 tot 4 uur durende temperatuurstijging wordt deze temperatuur gehandhaafd gedurende 4 tot 6 uur. De druk is van 12 tot 14 bar en een temperatuur van 160 tot 180 °C. De tijdsduur en de drukstijging zijn afhankelijk van het volume van de te verharden producten. Er treedt een chemische reactie op tussen de ongebluste kalk en het oppervlak van de zandkorrels. Het zo ontstane calciumhydrosilicaat zorgt ervoor dat de zandkorrels stevig aan elkaar hechten. Het zand neemt dus actief deel aan de verharding. Bij bijvoorbeeld metselspecie en beton is zand slechts een vulmiddel. De dichtheid bedraagt ca. 1750 kg/m³ en door toevoeging van gemalen basalt kan de dichtheid worden verhoogd naar ruim 2200 kg/m³. De elementen worden dan hoogbouw- of massa-elementen genoemd.
In het verleden hadden veel fabrieken smalspoor voor intern transport.

### Producten
Met dit materiaal wordt een veelheid aan producten gemaakt:
- Metselstenen in verschillende formaten
- Metsel-, lijm-, en vellingblokken zowel voor handzame (< 14 kg) als mechanische verwerking (> 14 kg)
- Elementen voor mechanische verwerking waarvan het gewicht varieert van 95 tot 380 kg

Voor metselstenen bestaan er
- Waal-, Amstel- en Maasformaat (resp. 52, 72 en 82 mm hoog; muurdikte 102 mm en streklengte 214 mm)
- Metsel-, lijm- en vellingblokken voor muren, dik 67, 100, 120, 150 en 214 mm (aangeduid als M, L of V blokken, bv M150, L100 of V100)
- Elementen voor de muurdiktes van 67, 100, 120, 150, 175, 200, 214, 240, 250 en 300 mm

De metselstenen zijn leverbaar in een druksterkte van CS16 en zijn geschikt voor vuilwerk en in de kwaliteit speciaal geschikt voor 1-zijdig schoon werk. Metsel-, lijm- en vellingblokken zijn leverbaar in 2 druksterkteklasses, nl. CS12 en CS20. Elementen zijn leverbaar in CS12, CS20 en CS25. Hoogbouw-elementen zijn leverbaar in CS34 en CS44.
Kalkzandsteen lijm- en vellingblokken worden veel gebruikt voor het maken van dragende of niet-dragende binnenmuren van verschillende bouwwerken. Hierbij zie je de kalkzandsteen vellingblokken bijvoorbeeld terug in de hoge wanden van gymzalen. Daarnaast worden lijmblokken veel gebruikt voor de binnenmuren van woningen, waarbij er dan isolatie in de spouwmuur wordt aangebracht en vervolgens metselstenen worden gebruikt voor de buitenmuur. 
Kalkzandsteen behoort samen met betonstenen en gipsblokken tot de niet gebakken stenen.

### Kalkzandsteenindustrie in Nederland
De eerste Nederlandse kalkzandsteenfabriek was de Twentsche Kalkzandsteenfabriek te Oldenzaal, uit 1898. Tussen 1900 en 1945 verschenen er vijftien fabrieken, die niet alle een lange levensduur beschoren waren. In 1903 werd Loevestein te Vuren opgericht, in 1904 Arnoud te Hillegom , in 1905 Albino in Hoogersmilde, en in 1906 Alba in Beekbergen.
Aan het Begin van de 20e eeuw werd de Vereeniging van Nederlandsche Kalkzandsteenfabrikanten (VNK) opgericht, tegenwoordig Vereniging Nederlands Kalkzandsteenplatform geheten. In 1947 werd het Centraal Verkoopkantoor voor de Kalkzandsteenindustrie (CVK) gestart, dat in 2003 weer werd opgeheven. In 1960 werd een eigen laboratorium geopend dat in 1966 Stichting Research Centrum Kalkzandsteenindustrie (RCK) ging heten. In 1963 waren er 19 fabrieken bij het CVK aangesloten, die gezamenlijk 1,14 miljard stenen produceerden. Geleidelijk nam het aantal fabrieken af door overnames en fusies. Hierbij kwamen de fabrieken in handen van een drietal concerns: Calduran, Silka (Xella) en MAKZ kalkzandsteen BV.
Anno 2024 staan Kalkzandsteenfabrieken in Kloosterhaar (Calduran Anker, gestart 1960), Hillegom (Xella Van Herwaarden, voorheen Arnoud, 1904), Hoogersmilde (Calduran Roelfsema Albino, 1905), Koningsbosch (Xella De Hazelaar), Huizen (Xella Kalkzandsteenfabriek Rijsbergen), Liessel (Xella Hoogdonk; 2022 fabriek gesloten 2024 zandwinning hervat), Harderwijk (Calduran Harderwijk) en Oosterhout (NBr) (MAKZ kalkzandsteen BV, gestart 2006).

### Architectuur
Tegenwoordig wordt kalkzandsteen vooral voor binnenmuren gebruikt, maar tijdens de eerste decennia van de 20e eeuw werden ook veel buitengevels van huizen en grotere gebouwen in kalkzandsteen opgetrokken. Hoewel van nature wit, werd er toen ook gekleurde kalkzandsteen vervaardigd, in de kleuren rozerood (appelbloesem), paars (heidekleur), geel en blauw. Hiermee werden ornamenten aangebracht. Het gebruik van kalkzandsteen buiten is, mede door de grotere kwetsbaarheid voor omgevingsinvloeden, in onbruik geraakt.

## Natuursteen
Volgens de petrologie is kalkzandsteen ook de benaming voor een sterk kalkhoudende zandsteen. Om verwarring met geperste metselstenen te voorkomen, wordt vaak de term "zandige (of zandhoudende) kalksteen" gebruikt, maar afgaande op het percentage kwarts zou men soms beter de term "kalkhoudende zandsteen" kunnen gebruiken. Steensoorten die vaak als 'kalkzandsteen' worden betiteld zijn onder andere: Gobertange, Balegemse steen of Ledesteen, Baumberger steen en Portlandsteen.

### Geschiedenis
Lange tijd was zandige kalksteen, ook kalkzandsteen genoemd, bekend als een natuurproduct dat onder meer voorkwam te Balegem en Gobertange. Pogingen om langs kunstmatige weg een steensoort te verkrijgen die dezelfde eigenschappen had leidde uiteindelijk tot het patent van de Berlijnse ingenieur Wilhelm Michaëlis uit 1880. Deze wist een mengsel van zand en kalksteen door stoom te verharden. Toen er ook goede verhardingsketels beschikbaar kwamen kon het procedé ook industrieel worden toegepast. De eerste kalkzandsteenfabriek verrees in 1894 in Duitsland. Omstreeks 1900 kwamen er meer van dergelijke fabrieken, zowel in Europa als in de Verenigde Staten.